# Service technique de l'aéronautique
Il Service technique de l'aéronautique, noto anche con la sigla STAé, fu un ente statale francese la cui storia è correlata allo sviluppo dell'aeronautica militare in collaborazione con le forze armate francesi.
Creato nel 1916 con il nome Section technique de l'aéronautique, l'ente restò in attività fino al 1980, anno in cui a seguito di una riorganizzazione dei diversi organismi statali legati all'aviazione verrà suddiviso e le proprie competenze assegnate ad altre realtà statali, tra le quali il Service technique des programmes aéronautiques.
L'ente, oltre ad occuparsi del programma di prove al fine di determinare l'idoneità o meno al servizio dei prototipi da destinare alle componenti aeree di Armée de terre e Marine nationale, rispettivamente esercito e marina militare, oltre che alla nuova Armée de l'air (aeronautica militare) dopo la sua costituzione, analogamente ad altri simili organismi in Europa e negli Stati Uniti d'America, curò in proprio lo sviluppo e la produzione di modelli di aereo militare, come ad esempio i ricognitori Dorand AR.1 e AR.2 così indicati perché sviluppati nel periodo in cui Émile Dorand ne era il direttore.